# Phaeodactylum tricornutum
Phaeodactylum tricornutum (лат.) — вид диатомовых водорослей, единственный в роде Phaeodactylum и семействе Phaeodactylaceae. В отличие от других диатомовых водорослей, P. tricornutum может не образовывать кремнезёмного панциря и способен существовать в различных формах (веретенообразной, овальной); изменения в форме могут запускаться внешними условиями. Эта особенность может быть использована для изучения механизмов контроля формы (морфологии) клетки на молекулярном уровне.
Phaeodactylum tricornutum является потенциальным микроводорослевым источником энергии. Он растёт быстро, и содержит в себе белковую массу в 20—30 % от сухой массы клетки при стандартных культурных условиях.